# Anthrenus tryznai
Anthrenus tryznai es una especie de escarabajo de piel del género Anthrenus, categorizada en la tribu Anthrenini, de la subfamilia Megatominae. Mide aproximadamente 2,4-2,6 mm de longitud.

## Distribución
Se distribuye por China: el Tíbet.

## Taxonomía
Fue descrita por Háva en 2001.